# باشگاه فوتبال روفرز (جزایر ویرجین ایالات متحده آمریکا)
باشگاه فوتبال روفرز (که قبلا با نام روفرز یونایتد شناخته می‌شد) یک باشگاه فوتبال حرفه‌ای است که در جزایر ویرجین ایالات متحده آمریکا مستقر است. این تیم قبلاً در لیگ فوتبال سنت کروکس شرکت کرده بود.

## افتخارات
- لیگ فوتبال سن کرویکس: ۱ قهرمانی[۲]